# Academia Diplomática de Chile
La Academia Diplomática Andrés Bello (ACADE) de Chile es la institución responsable de formar a los futuros diplomáticos de Chile y, asimismo, ha contribuido a la preparación de diplomáticos de Sudamérica, Centroamérica, Caribe, Europa, Asia, África y Oceanía. Es una de las más antiguas del continente americano. Su lema es Pro Chile Loquor (Yo hablo por Chile).
Su actual director (s) es el embajador Hernán Bascuñán, abogado de la Universidad de Chile y egresado de la Academia Diplomática "Andrés Bello".

## Historia
La Academia Diplomática fue creada por Decreto de 3 de junio de 1954 y lleva el nombre de Andrés Bello, en recuerdo y homenaje al ilustre venezolano-chileno quien, desde 1834 hasta 1852, se desempeñó como Oficial Mayor de Relaciones Exteriores, equivalente al subsecretario de Relaciones Exteriores de nuestros tiempos.
En 1963 se establece a la Academia como repartición formal del Ministerio de Relaciones Exteriores y en 1964, bajo la dirección del catedrático e historiador don Jaime Eyzaguirre, se realiza una profunda reforma de los programas de estudio, incorporándose materias tales como Práctica Diplomática, Economía, Organismos Internacionales, idiomas.
El 29 de marzo de 1974 el Fisco de Chile adquirió por expropiación el Palacio Septiembre, propiedad ubicada calle Catedral N°1183, esquina calle Morandé, comuna y ciudad de Santiago, y mediante Decreto Exento N°177, de 11 de septiembre de 1975, del Ministerio de Tierras y Colonización, actual Ministerio de Bienes Nacionales, destinó el Palacio Edwards al Ministerio de Relaciones Exteriores, designándolo este último, como sede de la Academia Diplomática de Chile “Andrés Bello”. El edificio alberga a la Biblioteca del Ministerio, Pinacoteca, Mapoteca, laboratorio de idiomas, salones de recepciones y un auditórium para las ceremonias o actos. 
Debido al Terremoto de Chile de 2010, el Palacio Septiembre sufrió daños estructurales, que impiden hasta el día de hoy, ser utilizado. Es por lo anterior, que la Academia Diplomática de Chile se ubica temporalmente en calle Moneda N°1096, esquina calle Bandera, a la espera de las obras de rehabilitación del palacio, que permitan nuevamente su uso original. 
Además de dictarse clases, en sus dependencias se realizan seminarios y conferencias para los alumnos, reuniones internacionales, negociaciones, compromisos oficiales y actividades propias de las funciones diplomáticas.
Dentro de los cursos ofrecidos por la Academia destacan el Curso de Formación para Diplomáticos Chilenos y el Curso Internacional en Diplomacia para Diplomáticos Extranjeros. Se realizan también programas de perfeccionamiento para funcionarios del Servicio Exterior de Chile y cursos breves de especialización.

## Objetivos y funciones
- Seleccionar a los postulantes al Servicio Exterior.
- Dar preparación profesional y promover el perfeccionamiento de los funcionarios del Servicio;
- Realizar talleres, cursos, seminarios, conferencias, etc.
- Capacitar funcionarios de otros organismos del Estado que deben cumplir funciones en el exterior
- Promover y difundir el estudio de temas vinculados con la política exterior
- Impartir cursos para diplomáticos extranjeros, y
- Facilitar la participación de visitas extranjeras ilustres y académicas de países amigos en sus actividades docentes y de extensión.

## Exámenes de ingreso

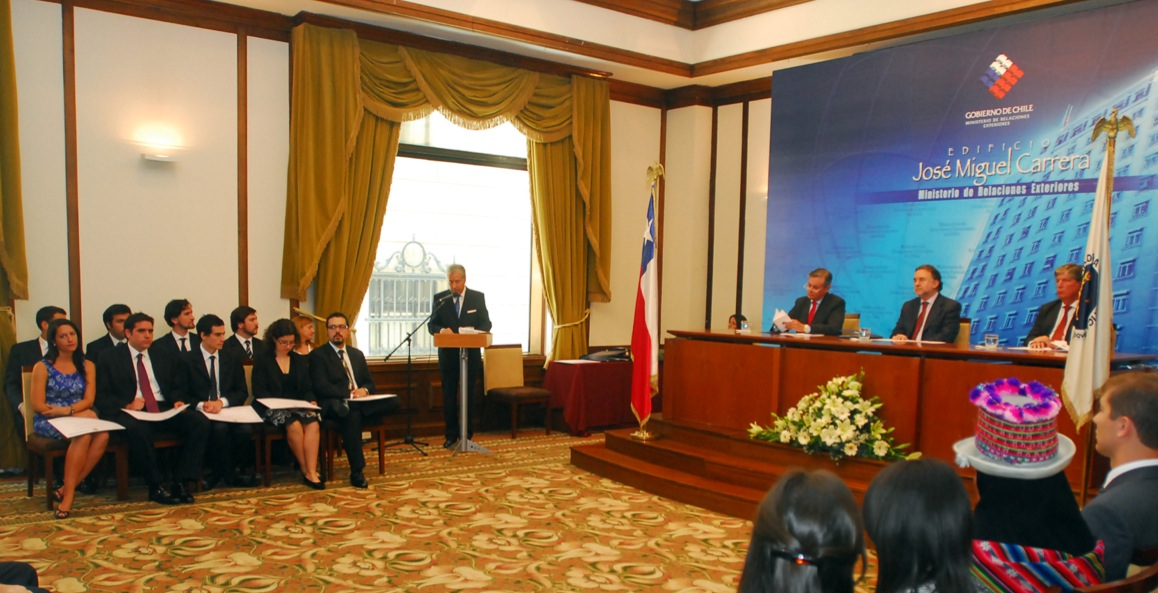
Ceremonia de graduación de la Academia Diplomática en 2009.

Los postulantes chilenos deben rendir una serie de exámenes, entre ellos:
- Idiomas (inglés obligatorio)
- Relaciones Internacionales
- Economía y Comercio Internacional
- Derecho Internacional Público
- Historia y Geografía de Chile y Universal
- Exámenes psicológicos

### Embajadores de carrera
En 2025, en Chile aproximadamente el 77,4% de los embajadores son diplomáticos de carrera, mientras que el 22,6% provienen del ámbito político . Esta proporción supera ligeramente el acuerdo tácito de mantener un 80% de embajadores de carrera y un 20% de designaciones políticas, establecido durante el gobierno de la expresidenta Michelle Bachelet y que ha sido respetado por administraciones posteriores

## Directores
- Alberto Sepúlveda Contreras (1954)
- Hernán Cuevas Irarrázabal (1954-1955)
- Jaime Eyzaguirre Gutiérrez (1959-1960)
- Mariano Bustos Lagos (1961)
- Jaime Eyzaguirre Gutiérrez (1962-1965)
- Edmundo Vargas Carreño (1966-1968)
- Eduardo Palma Carvajal (1969-1970)
- Juan Somavía Altamirano (1969-1970)
- José Miguel Insulza Salinas (1972-1973)
- Mario Barros van Buren (1974-1975)
- Jorge Berguño Barnes (1981-1984) / (1975)
- Mariano Fontecilla de Santiago-Concha (1975-1977)
- Carlos Derpsch Bartsch (1977-1980)
- Enrique Carvallo Díaz (1984-1986)
- Fernando Zegers Santa Cruz (1986-1990)
- Óscar Pinochet de la Barra (1990-1991)
- Ramón Huidobro Domínguez (1992-1995)
- Eduardo Ortiz Romero (1995-2000)
- Carlos Portales Cifuentes (2000-2001)
- Rolando Stein Brygin (2001-2006)
- Pedro Barros Urzúa (2007-2008)
- Alberto Yoacham Soffia (2008-2009)
- Juan Salazar Sparks (2009-2010)
- Pablo Cabrera Gaete (2010-2014)
- Juan Somavía Altamirano (2014-2017)
- Miguel Ángel González (2018-2022)
- María del Carmen Domínguez (2022-2023)
- Marta Bonet Guerricabeitia (2023-2024)
- Hernán Bascuñán Jiménez (2024-Actualidad)

## Revista Diplomacia
Diplomacia es una revista de la Academia Diplomática Andrés Bello que procura ofrecer material para análisis y discusión en diversos aspectos de los estudios internacionales, relaciones exteriores, diplomacia, estudios sobre seguridad y estrategia, problemas del desarrollo, comercio internacional, asuntos económicos, historia y las comunicaciones. Publica artículos, comentario de libros y documentos de consulta cuyo contenido y enfoque son de interés para la amplia gama de estudiosos.

## Apuntes Internacionales
Apuntes internacionales es una iniciativa de la Academia Diplomática de Chile “Andrés Bello” que se inserta en el proceso de modernización que está llevando adelante el Ministerio de Relaciones Exteriores de Chile.
Desde hace algunos años, impulsar el contacto directo con la ciudadanía, privilegiando canales digitales, se ha transformado en una política de Estado. Se busca la utilización de estas herramientas, en la medida que ayudan a fortalecer la transparencia e información en los procedimientos, contenidos y fundamentos de las decisiones que se adoptan en el ejercicio de la función pública.